# Tsutomu Nishino
Tsutomu Nishino (jap. 西野 努 Nishino Tsutomu; ur. 13 marca 1971) – japoński piłkarz występujący na pozycji obrońcy.

## Kariera klubowa
Od 1993 do 2001 roku występował w klubie Urawa Reds.